# Kirchspiel Geistingen
Das Kirchspiel Geistingen war eine Verwaltungseinheit des Amtes Blankenberg im Herzogtum Berg.  

## Vorgeschichte
Im Jahr 885 wurde ein Abt Heinrich von Geistingen erwähnt. Er hatte von König Ludwig Geistingen erhalten. Die dortige Kirche war mit dem Cassius-Stift in Bonn und
der Abtei Michelsberg verbunden. Die Oberhoheit hatten die Pfalzgrafen und bis 1363 die Grafen von Sayn. Aus dieser Zeit ist keine genauere Beschreibung bekannt.

## Lage
Das Kirchspiel lag beidseits der Sieg. Die umliegenden Kirchspiele waren im Norden Lohmar und Neunkirchen, im Osten Eigen und Uckerath, im Süden Oberpleis und Stieldorf, im Westen Niederpleis und der Stadt- und Burgbann Siegburgs.

## Geschichte
1555 gehörten zum Gebiet des Kirchspiels Geistingen die Honschaften Geistingen (mit dem noch kleinen Dorf Hennef), Braschoß, Happerschoß, Altenbödingen, Kurscheid und Söven. In der napoleonischen Zeit 1806/1808 wurden die Honschaften Geistingen, Kurscheid und Söven und die Honschaft Striefen zur Gemeinde Geistingen zusammengelegt und der Maire Hennef angegliedert.